# 益田家のモチノキ
益田家のモチノキ（ますだけのモチノキ）は、神奈川県横浜市戸塚区柏尾町1005番に所在していたモチノキの大樹。通称「相模モチ」。神奈川県の指定文化財（天然記念物）に指定されていたが、2019年（令和元年）6月に枯死した。2020年（令和2年）現在、復活計画が構想されている。

## 概要
横浜市戸塚区内を走る国道1号（東海道）不動坂交差点北東側の旧「益田家」の敷地内に樹立する（現在の所有者は異なる）。
2本の雄株が寄り添うようにそびえ、片方は高さ18メートル・根回り3.1メートル、もう片方は高さ19メートル・根回り4.9メートルを測る。樹齢約300年と推定され、江戸時代以来、東海道沿いにその威容を誇ってきた歴史的価値のある樹木として、1981年（昭和56年）7月17日、県指定天然記念物となった。
2019年（令和元年）7月30日、次項の経過を経て、神奈川県教育委員会が枯死を認定し、天然記念物の県指定が解除された。

## 伐採問題
2017年（平成29年）2月10日、現所有者の関係者により、開発工事の邪魔であるとして伐採を行っているのが近隣住民に発見され、神奈川県が県文化財保護条例の違反行為（無許可の現状変更）にあたるとして中止させる事態が発生した。既に2株の内、片方の一部（二股に分かれた幹）が大きく刃を入れられ、倒木の恐れがあることから、県の判断で刃の入れられた部分が伐採された。関係者には罰金刑が言い渡された。その後樹勢の回復を見ることはなく、枯死に至った。

## クローン化計画
伐採事件による衰弱と枯死で、モチノキ本体は完全に失われてしまったが、危機を感じた戸塚区役所と地元の柏尾地区連合町内会は、2017年（平成29年）時点で10数本の枝を事前に採集し、茨城県日立市の国立研究開発法人森林研究・整備機構「森林総合研究所林木育種センター」に送ってクローン再生を試みていた。この内の4本が育成に成功し成長を始めたという。地元ではクローンモチノキを戸塚の地に里帰りさせ、復活させる計画を進めている。

## アクセス
- 神奈川中央交通バス「ポーラ前」下車、徒歩3分。